# Kuribayashi Tadamichi

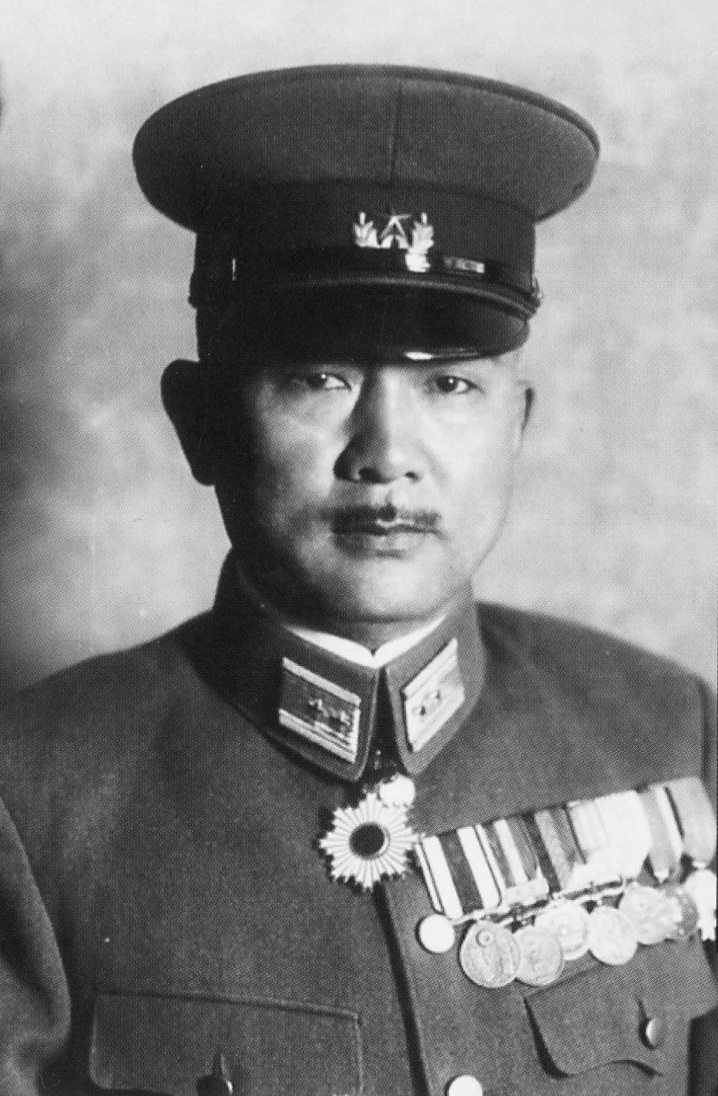
Kuribayashi Tadamichi (1943)

Kuribayashi Tadamichi (japanisch 栗林忠道; * 7. Juli 1891 im Landkreis Hanishina, Präfektur Nagano; † um den 23. März 1945 auf Iwojima) war ein General des Kaiserlich Japanischen Heeres und Kommandeur der japanischen Truppen auf Iwojima während der Schlacht um die Insel.

## Leben vor dem Zweiten Weltkrieg

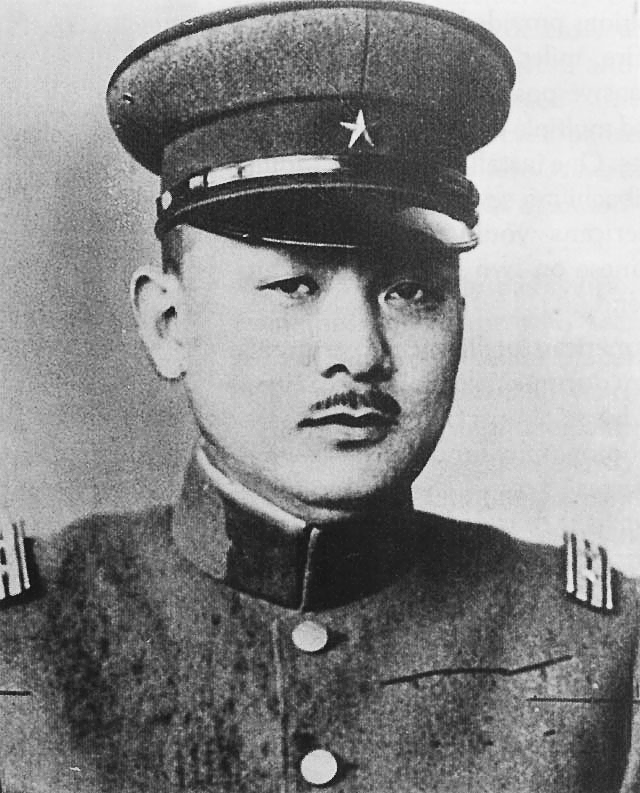
Kuribayashi als junger Offizier

Kuribayashi stammte aus einer adeligen Samurai-Familie aus dem Hanishina-gun in der Präfektur Nagano. Er wollte ursprünglich Journalist werden, von einem Lehrer wurde er aber überzeugt, zum Militär zu gehen. Nach dem Schulabschluss 1911 besuchte er die Militärakademie, die er 1914 beendete. Bis 1918 ging er anschließend zur Armee-Kavallerie-Schule. Im Jahr 1923 beendete er seine Generalstabsausbildung mit glänzenden Noten und erhielt dafür vom Kaiser ein Schwert. Am 8. Dezember 1923 heiratete er Yoshii (1904–2003). Zusammen hatten sie zwei Töchter und einen Sohn (Taro, Yoko und Takako). Im Jahr 1928 wurde Kuribayashi als Stellvertretender Militärattaché nach Washington, D.C. geschickt.
In den nächsten zwei Jahren reiste Kuribayashi viel in den USA umher, um Kenntnisse über das Militär und die Industrie der USA zu erlangen. Zeitweise studierte er in Harvard. Er erkannte bei seinen Reisen und Studien die militärische und industrielle Stärke der USA. Aus dieser Zeit ist eine umfangreiche Korrespondenz mit seiner Ehefrau und seiner Tochter erhalten. Er schrieb: „Es ist hoffnungslos, einen Krieg mit den USA zu beginnen.“ In Japan war er einer der wenigen, die gegen den Eintritt in den Zweiten Weltkrieg waren, da er meinte, dass Japan den USA ökonomisch nicht gewachsen sei. Diese Meinung teilte er jedoch nur engsten Freunden mit. Er war einer der wenigen Soldaten, die in persönlicher Audienz von Kaiser Hirohito empfangen wurden. Nach kurzer Rückkehr nach Japan wurde er 1931 als erster Militärattaché nach Kanada geschickt. Von 1933 bis 1937 diente er im Generalstab in Tokio.

## Zweiter Weltkrieg
Im Dezember 1941 wurde Kuribayashi Chef des Stabes der 23. Armee, die an der Invasion von Hongkong beteiligt war. 1943 wurde er Kommandant der 2. Gardedivision, die als Ausbildungseinheit genutzt wurde. Am 27. Mai 1944 bekam er das Kommando über die 109. Division. Schon am 8. Juni wurde ihm von Tōjō Hideki, dem Premierminister, mittels persönlich unterzeichneter Order befohlen, die strategisch wichtige Insel Iwojima zu verteidigen. Er erhielt vor der Abreise die Ehre einer persönlichen Audienz bei Kaiser Hirohito.

## Kampf um Iwojima

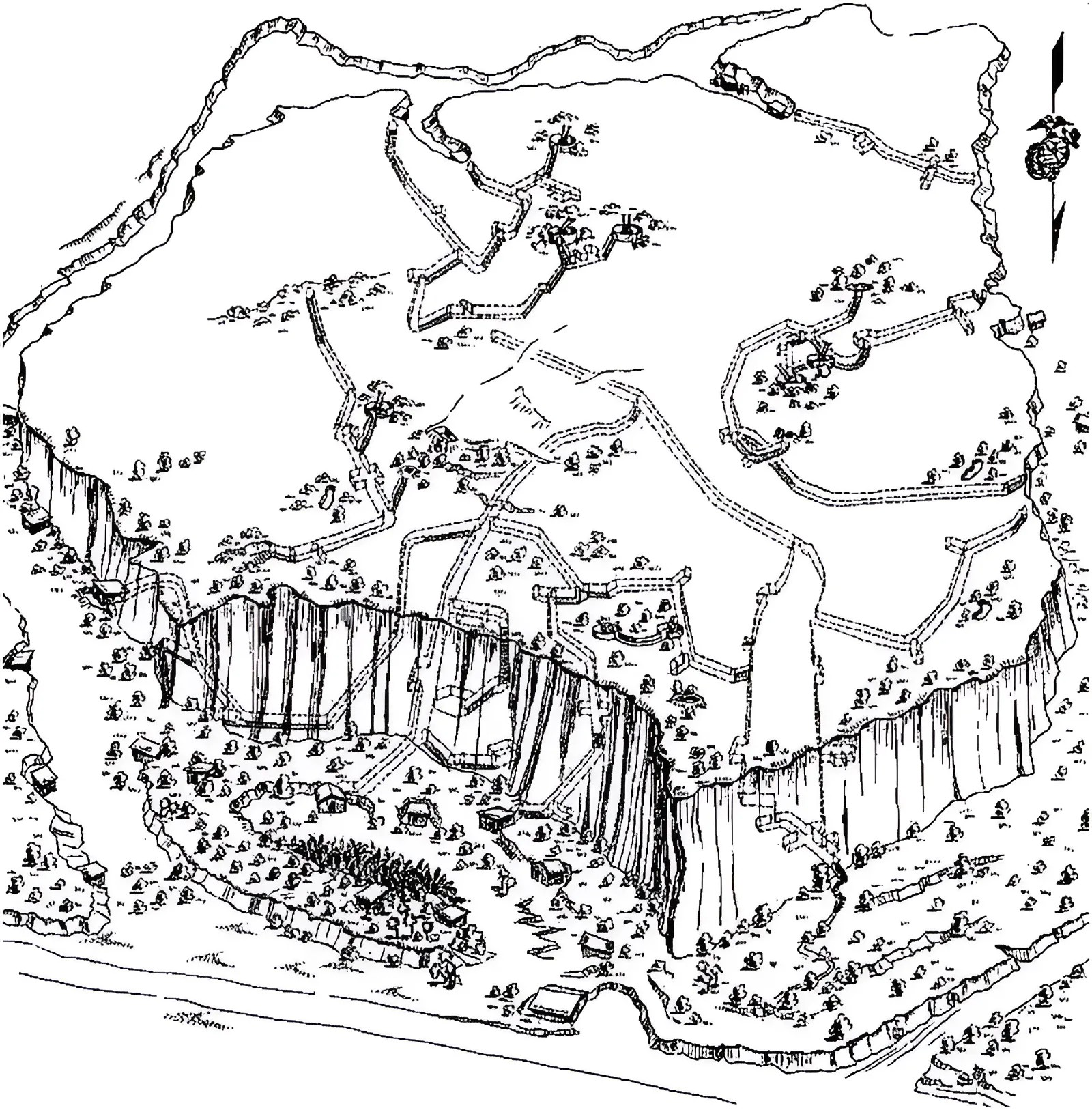
Tunnel von Iwo Jima

Die Insel Iwojima war für die Amerikaner äußerst wichtig, da von dort aus ihre Flugzeuge Tokyo anfliegen und bombardieren konnten. Vor der Schlacht von Iwojima gab es zwei Dinge, derer sich Kuribayashi sicher war: dass Iwojima an die USA fallen würde, und dass er und die gesamte Garnison untergehen würden. Außerdem erhielt er von Seiten der Marine keinerlei Unterstützung, da fast die gesamte Kaiserliche Flotte bei den Marianen (Schlacht in der Philippinensee) besiegt und versenkt worden war. Trotzdem wollte er die Eroberung der Insel für die Amerikaner so verlustreich wie möglich machen. 
Generalleutnant Kuribayashi hatte die amerikanischen Kampftaktiken sorgfältig studiert und war zu dem Schluss gekommen, dass er die Landeoperationen an den Stränden nicht ernsthaft hätte gefährden können. Er befahl nur ein Bataillon zur Verteidigung der Strände. Dieses wurde jedoch schon bevor die Landefahrzeuge der US-Truppen eintrafen fast vollständig durch das Artilleriefeuer der US-Navy aufgerieben. Stattdessen wendete er eine Art Guerillataktik an und ließ seine Soldaten von Höhlen und Bunkern aus kämpfen, die sich im Inneren des Suribachi befanden.
Die Japaner hatten die Insel mit fast 30 Kilometer langen Tunneln, 5.000 Höhlen und Fallgruben versehen. Er gab außerdem den Befehl, dass jeder Mann vor seinem eigenen Tod 10 Amerikaner töten solle.
Kuribayashi funkte am 22. März:

„Wir kämpfen immer noch! Die Stärke meiner Truppen beträgt jetzt etwa 400 Mann! Wir werden von Panzern angegriffen! Der Feind hat uns aufgefordert, uns zu ergeben, aber unsere Offiziere haben nur gelacht und sie ignoriert.“

Am 23. März 1945 lautete die letzte Funkmitteilung an Tokio: „Alle Offiziere von Chichi Jima, ein Lebewohl von Iwo.“ Wie General Kuribayashi den Tod fand, ist unklar. Entweder beging er Seppuku oder wurde im Kampf getötet. Seine Leiche wurde nie gefunden.
Kuribayashi schickte während seiner Zeit auf Iwojima viele Briefe an seine Familie. Sie geben heute Aufschluss darüber, was japanische Soldaten damals dachten und fühlten.
Am 36. Tag der Invasion, für die ursprünglich 5 Tage veranschlagt worden waren, endeten die Kämpfe. In der blutigen Schlacht starben etwa 7.000 Amerikaner und ca. 21.000 Japaner. Am 26. März 1945 erklärten die Amerikaner Iwojima für sicher.

### Beförderungen
- (Rikugun) Shōi (Leutnant): Mai 1911
- (Rikugun) Chūi (Oberleutnant): Juli 1918
- (Rikugun) Taii  (Hauptmann): August 1923
- (Rikugun) Shōsa  (Major): März 1930
- (Rikugun) Chūsa  (Oberstleutnant): August 1933
- (Rikugun) Taisa  (Oberst): Frühling/Sommer 1937
- (Rikugun) Shōshō (Generalmajor): März 1940
- (Rikugun) Chūjō  (Generalleutnant): Juni 1943
- (Rikugun) Taishō (General): 17. März 1945

## Verfilmungen
Mehr als sechzig Jahre nach der Schlacht von Iwojima machte sich 2006 der US-amerikanische Filmregisseur Clint Eastwood mit zwei Filmen daran, die Kriegsgeschehnisse auf die Kinoleinwand zu bannen. Während Flags of Our Fathers die Erlebnisse auf US-amerikanischer Seite porträtiert, zeigt Letters from Iwo Jima die japanische Sicht der Dinge auf. Der Film, in dem Kuribayashi von Ken Watanabe verkörpert wird, wurde bei der Oscarverleihung 2007 in vier Kategorien nominiert, darunter als bester Film des Jahres, und gewann den Oscar für den besten Tonschnitt.
| Personendaten    | Personendaten                          |
| ---------------- | -------------------------------------- |
| NAME             | Kuribayashi, Tadamichi                 |
| ALTERNATIVNAMEN  | 栗林忠道 (japanisch)                   |
| KURZBESCHREIBUNG | japanischer Offizier                   |
| GEBURTSDATUM     | 7. Juli 1891                           |
| GEBURTSORT       | Hanishina-gun, Präfektur Nagano, Japan |
| STERBEDATUM      | um 23. März 1945                       |